# Rubus xanthocarpus
Rubus xanthocarpus là loài thực vật có hoa trong họ Hoa hồng. Loài này được Bureau & Franch. miêu tả khoa học đầu tiên năm 1891.